# Craspedosis cyanophanes
Craspedosis cyanophanes är en fjärilsart som beskrevs av James John Joicey och Talbot 1917. Craspedosis cyanophanes ingår i släktet Craspedosis och familjen mätare. Inga underarter finns listade i Catalogue of Life.